# Oreolandreva brevipennis
Oreolandreva brevipennis är en insektsart som beskrevs av Lucien Chopard 1945. Oreolandreva brevipennis ingår i släktet Oreolandreva och familjen syrsor. Inga underarter finns listade i Catalogue of Life.